# رودولف برتولد (بازیکن فوتبال)
رودولف برتولد (انگلیسی: Rudolf Berthold; ۱ آوریل ۱۹۰۳ – دسامبر ۱۹۷۶ (aged 73)) بازیکن فوتبال اهل آلمان بود.
از باشگاه‌هایی که در آن بازی کرده‌است می‌توان به باشگاه فوتبال درسدنر اشاره کرد.
وی همچنین در تیم ملی فوتبال آلمان بازی کرده‌است.